# Flugplatz Falkenberg-Lönnewitz

i7
i11
i13

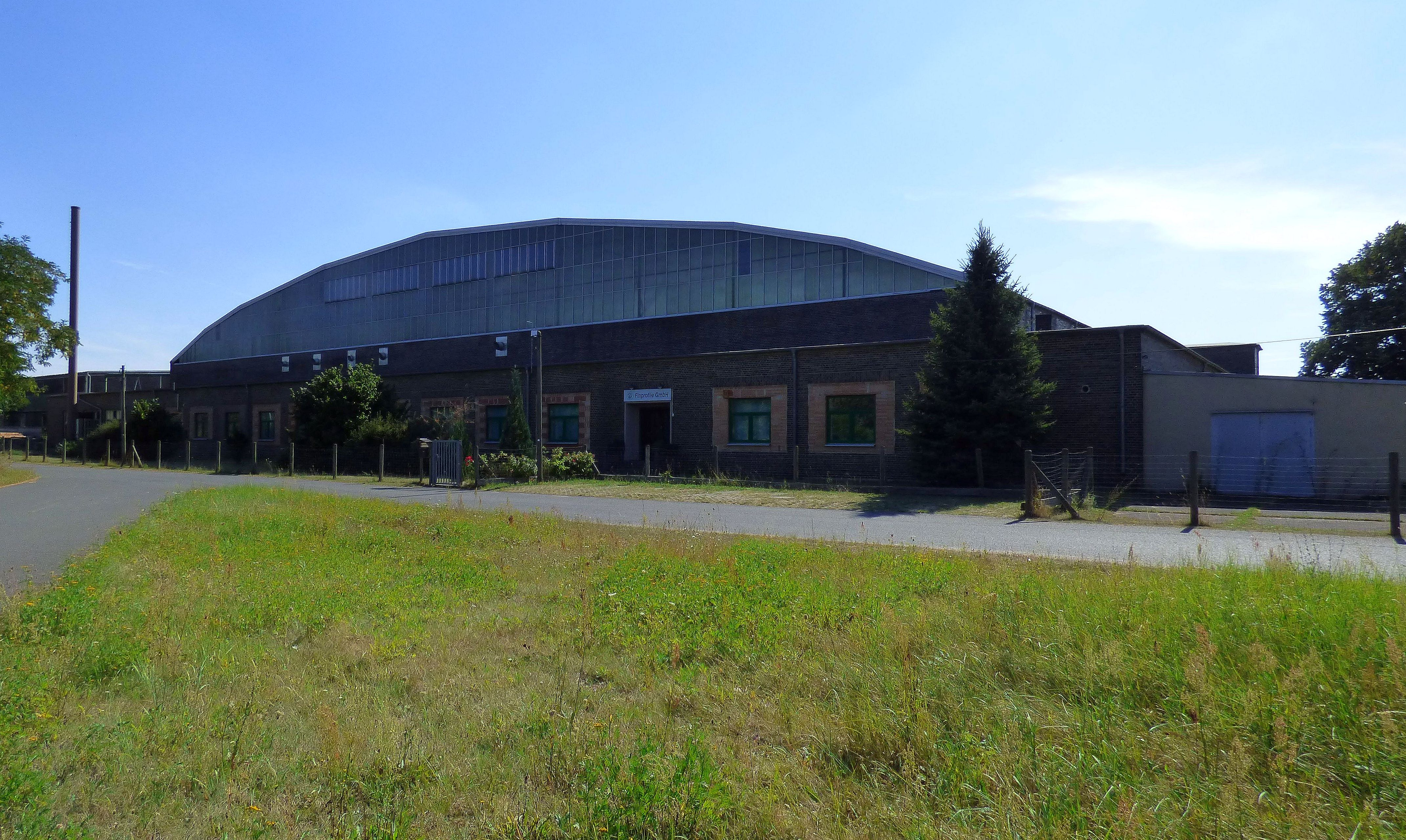
Ehemalige Flugzeughalle im Gewerbe- und Industriegebiet Lönnewitz

Der Flugplatz Falkenberg-Lönnewitz (ICAO-Code: EDUF) ist ein Sonderlandeplatz nahe Falkenberg/Elster. Von 1936 bis 1945 befand sich hier der Fliegerhorst der Luftwaffe der Wehrmacht Alt-Lönnewitz. Anschließend belegten von 1947 bis 1993 verschiedene Jagd- und Schlachtfliegereinheiten der sowjetischen Luftstreitkräfte den Platz.

## Geschichte

### Nutzung bis 1945
Das Gelände, welches ungefähr vier Kilometer südlich von Falkenberg/Elster liegt, wurde schon in den 1920er Jahren als Zivilflugplatz genutzt. Mitte der 1930er Jahre wurde dieser zu einem Fliegerhorst der Luftwaffe ausgebaut. Am 1. Oktober 1936 übernahm eine Fliegerhorstkommandantur den Fliegerhorst. Damit begann der eigentliche Flugbetrieb. Im Norden des Fliegerhorstes befanden sich drei große und drei mittlere Flugzeughangars sowie ein großer Reparaturhangar. Dahinter waren Wirtschafts- und Unterkunftsgebäude vorhanden. Schon ab 1936 war hier eine Flugschule der Luftwaffe für zweimotorige Flugzeuge untergebracht. Bis Juli 1944 wechselten sich verschiedene Flugzeugführerschulen mit der Belegung des Platzes ab. Zeitweise diente er auch als Werkflugplatz für das in Brandenburg an der Havel ansässige Zweigwerk der Arado Flugzeugwerke. Eingerichtet wurde auch ein mit Stacheldraht umzäuntes Arbeitslager der Organisation Todt, in dem Strafgefangene unter unwürdigen Bedingungen Schwerstarbeit zu verrichten hatten.
Als erste fliegende aktive Einheit war auf dem Flugplatz ab Juni 1944 die III. Gruppe des Kampfgeschwaders 76 stationiert. Weitere Teile des Geschwaders, das mit der Arado Ar 234 flog, folgten im Juli 1944. Kurz vor Kriegsende erhielt das Kampfgeschwader 76 einige vierstrahlige Arado Ar 234 C-3, einer Weiterentwicklung der Arado Ar 234. Die ersten beiden Flugzeuge dieses Typs (Werknummern 250002 und 250004) wurden am 27. März 1945 von Alt-Lönnewitz ausgeflogen.
Die folgende Tabelle zeigt eine Auflistung aller fliegender aktiver Einheiten (ohne Schul- und Ergänzungsverbände) der Luftwaffe die hier zwischen 1936 und 1945 stationiert waren.
| Von          | Bis           | Einheit                                 | Ausrüstung                  |
| ------------ | ------------- | --------------------------------------- | --------------------------- |
| Juni 1944    | Februar 1945  | Stab/Kampfgeschwader 76                 | Junkers Ju 88, Arado Ar 234 |
| Juni 1944    | Dezember 1944 | III./Kampfgeschwader 76                 | Junkers Ju 88, Arado Ar 234 |
| Juli 1944    | August 1944   | II./Kampfgeschwader 76                  | Junkers Ju 88               |
| Februar 1945 | April 1945    | Stab/Fernaufklärungsgruppe 3            |                             |
| Februar 1945 | April 1945    | 2./Fernaufklärungsgruppe 100            |                             |
| Februar 1945 | April 1945    | 4./Fernaufklärungsgruppe 121            |                             |
| Februar 1945 | April 1945    | 4. Nachtfernaufklärungsstaffel          |                             |
| Februar 1945 | April 1945    | 14./Kampfgeschwader 55                  | Junkers Ju 88               |
| Februar 1945 | Februar 1945  | Staffel z. b. V. Reich                  |                             |
| Februar 1945 | April 1945    | Sonderkommando Herzog (Schleppgruppe 1) |                             |
| März 1945    | März 1945     | 7./Kampfgeschwader 53                   | Heinkel He 111              |
| April 1945   | April 1945    | 3./Jagdgeschwader 7                     | Messerschmitt Me 262        |
| April 1945   | April 1945    | Stab und 1./Nahaufklärungsgruppe 1      |                             |

### Nutzung durch sowjetische Fliegerkräfte
Am 24. April 1945 besetzte die Rote Armee das weitgehend intakte Gelände, lediglich die Startbahn war durch die abrückenden deutschen Truppen unbrauchbar gemacht worden. Die Wiederaufbaumaßnahmen wurden unter Einbeziehung deutscher Betriebe und Hilfskräfte durchgeführt; die vorhandenen Flugzeughallen wurden weiterhin genutzt, teilweise noch bis 1992. Anschließend wurde der Platz ab 1947 durch verschiedene Jagd- und Schlachtfliegereinheiten der sowjetischen Luftstreitkräfte belegt. Die nachfolgende Auflistung nennt die wichtigsten davon. Zwischenzeitliche Stationierungen anderer Einheiten fanden ebenfalls statt, darunter auch die Belegung durch polnische, tschechoslowakische und NVA-Jagdfliegereinheiten. Auch schwere Bomber vom Typ Tupolew Tu-22K und Tu-22M nutzten den Platz.
| Von  | Bis  | Einheit                                             | Ausrüstung                                               |
| ---- | ---- | --------------------------------------------------- | -------------------------------------------------------- |
| 1947 | 1948 | 32. Gardejagdfliegerregiment (32. Gw IAP)           | Lawotschkin La-7, eventuell Mikojan-Gurewitsch MiG-9     |
| 1947 | 1949 | Unbekanntes Gardeschlachtfliegerregiment (Gw SchAP) | Iljuschin Il-10                                          |
| 1949 | 1951 | Unbekanntes Jagdfliegerregiment                     | k. A.                                                    |
| 1951 | 1953 | 296. Jagdfliegerregiment (296. IAP)                 | MiG-15                                                   |
| 1953 | 1956 | Unbekanntes Gardeschlachtfliegerregiment            | IL-10                                                    |
| 1956 | 1993 | 31. Gardejagdfliegerregiment                        | MiG-15, MiG-17, MiG-21, Jak-25, später MiG-23 und MiG-29 |

Anfang der 1950er Jahre fand eine Erweiterung der Wohnsubstanz für die stationierten Soldaten statt, dazu kam 1955 die Befestigung von Betriebsflächen und der Bau einer Vorstartlinie und einer Ringrollbahn. 1958 wurde eine neue, dreigeschossige Flugleitung errichtet. 1960 wurden die Startbahn auf 2500 Meter verlängert und drei Dezentralisierungsräume angelegt. Von 1968 bis 1970 kamen die ersten geschlossenen Flugzeugbunker hinzu. Eine Sanierung der Flugbetriebsflächen fand 1986 statt und umfasste auch eine letztmalige Verlängerung der Startbahn auf 3000 Meter. Weitere, 1988 begonnene Baumaßnahmen wie das Errichten einer vierten Dezentralisierungszone und weiterer Flugzeugbunker, wurden nach den politischen Ereignissen 1989/90 gestoppt. Im Juni 1993 übergab die russische Administration den Flugplatz an die deutschen Behörden.

### Nachfolgende Nutzung
Nach dem Abzug der sowjetischen Truppen wurde von der Bundeswehr über eine Weiterverwendung nachgedacht, jedoch nicht verwirklicht. Stattdessen entstand ab Mitte der 1990er Jahre auf dem Areal das Gewerbe- und Industriegebiet Lönnewitz. Die Flugbetriebsflächen wurden in großem Umfang zurückgebaut, die ehemals 3000-Meter-Startbahn erheblich verkürzt. Im Jahr 1998 übernahm der Fliegerclub Falkenberg e. V. „Die Falken“ den Platz, der seit Juli 2000 als Sonderlandeplatz geführt wird. Seit 2011 befindet sich auf dem Gelände auch der Solarpark Lönnewitz.